# Oria olivina
Oria olivina là một loài bướm đêm trong họ Noctuidae.